# Kinzig (Hessen)
Kinzig is een rivier in Hessen, Duitsland.
De 87 kilometer lange rivier ontspringt in het Spessart-gebergte, en mondt bij Hanau uit in de Main.
- Gemeinsame Normdatei: 4030686-0
- Nationale Bibliotheek van Tsjechië: ge978896
- Virtual International Authority File: 233674632